# Nacionalisme kanak
El nacionalisme kanak caracteritza un moviment que, des de finals de la dècada de 1960, té com a objectiu reivindicar el reconeixement de la identitat de la població melanesia de Nova Caledònia (coneguda com Kanak) i la seva cultura en una nació sobirana. Es vincula així a les accions independentistes així com a la doctrina del socialisme melanesià.
Aquest moviment podria haver estat portat per membres de comunitats diferents de la melanesia, com els europeus: Pierre Declercq, Maurice Lenormand, Jean-Pierre Déteix, Gérard Reignier o Gérard Jodar, els métis François Burck, Jean-Louis d'Anglebermes o Marie-Pierre Goyetche, els vietnamites d'origen André Dang Van Nha, els Wallisiens i Futuniens del ral·li democràtic d'Oceà, i podria haver estat lluitat per certs kanaks (Doui Matayo Wetta, Michel Kauma, Henri Naisseline, Dick Ukeiwé, Auguste Parawi-Reybas, Delin Wema, Simon Loueckhote, Hilarion Vendégou, Auguste i després Gérard Poadja, Maurice) i Léontine Ponga, Léonard Sam, Hélène Iekawé).

## Cronologia

### Actes culturals i identitaris
El nacionalisme canak va sorgir per primera vegada com un moviment destinat a emfatitzar la unitat de la cultura i la identitat canak i reconèixer els melanesis com a poble per dret propi.
- 3-7 setembre 1975: organització a Nouméa del festival d'art Mélanésia 2000, a instigació de Jean-Marie Tjibaou, ajudat en particular pel seu sogre Doui Matayo Wetta, un personatge polític important a Nova Caledònia des dels anys 50 i opositor històric de qualsevol idea. de la 'independència. Quan va llançar la idea d'aquest esdeveniment el 1974, Jean-Marie Tjibaou va definir el seu objectiu de la següent manera: " Volíem aquest festival perquè creiem en la possibilitat d'intercanvis més profunds i sostinguts entre la cultura europea i la cultura kanak [...]. L'esperança darrere d'aquest projecte és gran. Ho hem d'aconseguir junts pel futur cultural de la nostra joventut i la salut del nostre país". El Festival es considera generalment com el principal marcador de la consciència de formar un poble homogeni per part dels kanaks.
- 24 setembre 1985: primera emissió de Radio Djiido, fundada per Octave Togna (activista de la UC i FLNKS, nebot del diputat Rock Pidjot ), per tal de portar “ amb orgull la veu dels anticolonialistes i progressistes davant la propaganda de l'estat francès [representada segons ella per la ràdio pública RFO ] i de la dreta reaccionària local [representada per Radio Rythme Bleu fundada uns mesos abans] ».
- 1989: creació de l'Agència de Desenvolupament de la Cultura Kanak (ADCK), presidida per Marie-Claude Tjibaou, vídua del líder històric de la causa nacionalista kanak, i dirigida durant molt de temps (fins a 2006 ) per Octave Togna.
- 4-5 maig 1998: inauguració del Centre Cultural Tjibaou, que ha de servir com a centre de desenvolupament de la creació artística cana i centre de difusió de la cultura canak contemporània afirmant la cultura kanak en el seu patrimoni, en l'actualitat i en les seves creacions, com un lloc privilegiat. de trobada i de creació cultural a Nova Caledònia provocant l'aparició de noves pràctiques culturals i referències comunes a tot l'arxipèlag amb la cultura kanak com a "cultura de referència», it , i un centre d'influència i d'intercanvi cultural internacional.
- 17 gener 2007: creació de l'Acadèmia de Llengües Kanak (ALK).

### Orígens i desenvolupament del moviment polític nacionalista kanak
- 1969: fundació de les “Bufandes vermelles” per part de Nidoïsh Naisseline, un grup d'estudiants independentistes canaks influenciats per idees d'esquerres i de protesta vinculades al moviment May 68 Entre ells, Youyoune Sipa, Henri Bailly. Compost principalment per melanesians de les Illes de la Lleialtat, on la presència europea sempre s'ha reduït, se centra essencialment en consideracions identitàries, proclamant que: “La identitat kanak és una qüestió de vida o mort”. La bufanda vermella seria una referència a la (suposada) bufanda vermella donada per Louise Michel als insurgents de 1878.[5]
- 1971: fundació del “Grup de 1878”, en referència a la revolta del gran cap Ataï, per Élie Poigoune (1945-), amb Edmond Koataiba, Madeleine i Bernadette Ayawa, Déwé Gorodey, Edmond Koataida, Gabriel Montéapo, etc. Del mateix tipus que els “Mocadors vermells”, és més present a la Grande Terre i més orientat a les reivindicacions territorials. El diari és Andi mâ Dhö.
- 24 de juny de 1975: la Unió Multiracial (UMNC) del president de l'Assemblea Territorial Yann Céléné Uregeï, partit creat per dissidents melanesians de l'ala esquerra de la Unió Caledònia (UC), partit multiètnic i autonomista que dominava el escena política de Nova Caledònia des de la seva creació el 1953 fins al 1972), pren oficialment una posició per la independència, i declara: “Nova Caledònia pertany als kanaks, els veritables propietaris del país”. Canvia el seu nom pel de Front Unit d'Alliberament Kanak (FULK).
- 25 de juny de 1975: a la tribu de la Concepció de Mont-Dore, i el cap de la qual és el diputat i president de la UC Rock Pidjot, una quarantena de membres de la UC, l'UMNC, la Joventut Obrera Caledònia (JOC) i la “ Grup 1878” decideixen coordinar la seva acció dins d'un “Comitè de Coordinació per a la Independència” i amb l'ajuda d'un manifest comú.
- Juliol 1975: fundació del Partit de l'Alliberament Kanak (Palika), per fusió dels “Mocadors Rojos” i el “Grup 1878”.
- 22 de maig de 1977: la UC, que aleshores continuava sent el partit capdavanter del Territori encara que ja no fos majoritària, es va declarar oficialment "per l'autonomia, primer pas en el camí de la independència" durant el seu Bourail. Congrés. Durant això, una nova generació de líders nacionalistes que havia sorgit des de principis dels anys setanta (els kanaks Jean-Marie Tjibaou, Éloi Machoro i Yeiwéné Yeiwéné, però també el mestissa François Burck i l'europeu Pierre Declercq) van prendre el control del festa, amb el suport de Rock Pidjot. Aquest canvi es va confirmar al Congrés Maré de 1978, afirmant que “la Unió Caledònia està decididament compromesa amb la independència”.
- 4 de juny de 1979: Jean-Marie Tjibaou crea un Front de la Independència (FI), una aliança política i electoral que agrupa la UC, Palika, FULK, el Partit Socialista Caledònic (PSC) i la Unió Progressista a Melanèsia (UPM).
- 8 d'abril de 1981: fundació del moviment d'Alliberament Socialista Kanak (LKS) pels dissidents de Palika liderats per Nidoïsh Naisseline. El LKS continua membre del Front de la Independència, mentre que el Palika el deixa.
- 5 de desembre de 1981: creació del Sindicat Sindical de Treballadors Kanaks i Explotats (USTKE) per Louis Kotra Uregei, que té com a objectiu estendre l'acció nacionalista i independentista kanak dins del moviment obrer de Nova Caledònia.
- 12 de juliol de 1983: a Nainville-les-Roches

### Drames importants en la cultura nacionalista kanak
- 19 de desembre de 1981: assassinat de Pierre Declercq, secretari general de la UC. Dins el Front de la Independència i després el FLNKS es va crear un Col·lectiu Pierre-Declercq per mantenir la seva memòria i exigir que es faci llum sobre les circumstàncies de la seva mort. Va seguir un mes de protestes i talls. (Assassinat d'Émile Kutu, a Gomen).
- 5 de desembre de 1984: deu independentistes, entre ells dos germans del líder del FLNKS Jean-Marie Tjibaou, van ser assassinats en una emboscada creada per activistes antiindependentistes prop de la tribu Tiendanite a Hienghène en represàlia pels incendis i els repetits saquejos de cases de Caldoches. pels militants del FLNKS als voltants. Malgrat aquesta tragèdia, el FLNKS i Jean-Marie Tjibaou confirmen el seu eslògan per aixecar els talls. Els autors de l'emboscada van ser absolts pel Tribunal d'Assises el dia 29, cosa que Jean-Marie Tjibaou va comentar en aquests termes: "La caça dels kanaks està en marxa".
- 12 gener 1985: Éloi Machoro, successor de Pierre Declercq com a secretaria general de la UC i "ministre de seguretat" del govern provisional de Kanaky, és assassinat amb un altre independentista, Marcel Nonnaro, durant un assalt de la gendarmeria per alliberar la casa. d'un europeu que van ocupar prop de Canala. Éloi Machoro és considerat pels separatistes kanak com un "màrtir".
- 5 de maig de 1988: “Operació Víctor”, assalt realitzat a la cova de Gossanah a Ouvéa per alliberar els gendarmes presos com a ostatges per l'independentisme el 22 van morir 19 dels segrestadors i 2 soldats. Aleshores, els separatistes acusen la policia d'haver "permès morir voluntàriament" o "executar sumàriament" a determinats presoners després de l'agressió. Això marca el punt àlgid de la violència dels "Esdeveniments", i empeny els líders d'ambdós camps a negociar un retorn a la pau que donarà lloc als Acords de Matignon. La qüestió de la presa d'ostatges d'Ouvéa i el seu desenllaç segueix sent un dels temes més sensibles de l'opinió pública de Nova Caledònia.
- 4 de maig de 1989: assassinat a Ouvéa, per Djubelly Wéa, un independentista extremista de la FULK contrari als acords de Matignon que veu com una traïció per part dels líders del FLNKS, Jean-Marie Tjibaou i Yeiwéné Yeiwéné , durant les cerimònies de dol dels activistes independentistes que van morir a l'afer de la cova de Gossanah l'any anterior.

### Reclamacions
El nacionalisme kanak, compartit per un ampli ventall de partits polítics que s'han diferenciat ideològicament al llarg del temps, s'adjunta a un cert nombre de demandes recurrents:
- la independència amb la creació d'un estat nació sobirà centrat en un poble kanak generalment en comparació amb el " pal central de la caixa » (encara que l'objectiu de la independència ètnica hagi estat abandonat per la majoria de grups independentistes). Aquest estat independent desitjat s'anomena més sovint Kanaky;
- el reconeixement de la identitat i la cultura canaques, mitjançant la defensa i la promoció de les llengües kanak (en l'educació, als mitjans de comunicació, en particular ), costum » i tradicions kanak i reflexió sobre la relació entre modernitat, aportacions d'Occident i organització social tradicional. Jean-Marie Tjibaou rebutja una definició massa tradicionalista de la noció d'identitat kanak, declarant el 1985 : " el retorn a la tradició és un mite. Cap gent ho ha viscut mai. La recerca, el model per a mi, està davant teu, mai enrere ". Aquesta afirmació ha estat recollida des de la signatura dels acords de 1988 i 1998 i el concepte de destí comú tant pels partidaris del nacionalisme com pels antiindependentistes a través de la frase: "La nostra identitat està davant nostre»;
- reforma agrària destinada a esborrar els efectes de la colonització, que va crear les reserves, mentre que la terra és un dels fonaments de la identitat i, per tant, del nacionalisme kanak, tal com va definir Jean-Marie Tjibaou el 1981: "Ells [les terres] són la unitat del nostre poble,/ Són l'univers que compartim amb els nostres déus,/ Són l'element espacial de les nostres aliances amb clans germans,/ Formen part de la nostra existència.»;
- el reequilibri, tant geogràfic (entre el Sud urbanitzat i industrialitzat que concentra la major part dels llocs de treball i la riquesa, i la resta de la Gran Terre i les Illes, d'aquí, en particular, el suport al projecte de la fàbrica del Nord i el desenvolupament de la Voh - Koné - Pououbli). conurbació), així com econòmica i social;
- el límit de l'electorat, amb una condició de durada fixa de residència, la defensa de l'ocupació local, una definició restringida de la ciutadania de Nova Caledònia i un estricte control de la immigració;
- El nacionalisme kanak s'ha associat durant molt de temps amb el socialisme, des de "socialisme científic» de Palika al socialisme melanesià, reformista i tenyit d'inspiracions cristianes, de la UC;
- un fort vincle internacional tradicional amb el Moviment dels països no alineats, el Grup de punta de llança de Melanesia i, en particular, Vanuatu.

## Símbols

### Personalitats icòniques
Moltes figures es citen com a exemples del moviment nacionalista, tant si l'han precedit com si l'han acompanyat :
- Atai, " gran xef » de Komalé que va dirigir la insurrecció de 1878 contra els colons-criadors de la costa oest de la Grande Terre i les autoritats colonials. Un dels primers moviments independentistes, el " Grup 1878 ", s'hi referia, mentre la qüestió de la recerca del cap del gran cap (que va finalitzar el 5, el mensual neocaledònic Le Pays anunciava aleshores que el seu crani havia estat trobat al Jardin des Plantes de París l'any 2011). les reserves emmagatzemades allà durant els treballs de restauració del Museu de l'Home ) després el seu retorn a Nova Caledònia esdevé una important reivindicació per als separatistes ;
- Jean-Marie Tjibaou, considerat l'històric líder independentista i el " pare del nacionalisme kanak » del qual va teoritzar les principals nocions i que va estructurar políticament dotant-lo de símbols, una federació de partits (el FLNKS) i esquemes d'institucions per a un estat independent. ;
- Pierre Declercq (encara que no Kanak), Éloi Machoro o Yeiwéné Yeiwéné, considerat com "màrtirs» de la causa nacionalista kanak per les circumstàncies de la seva mort.

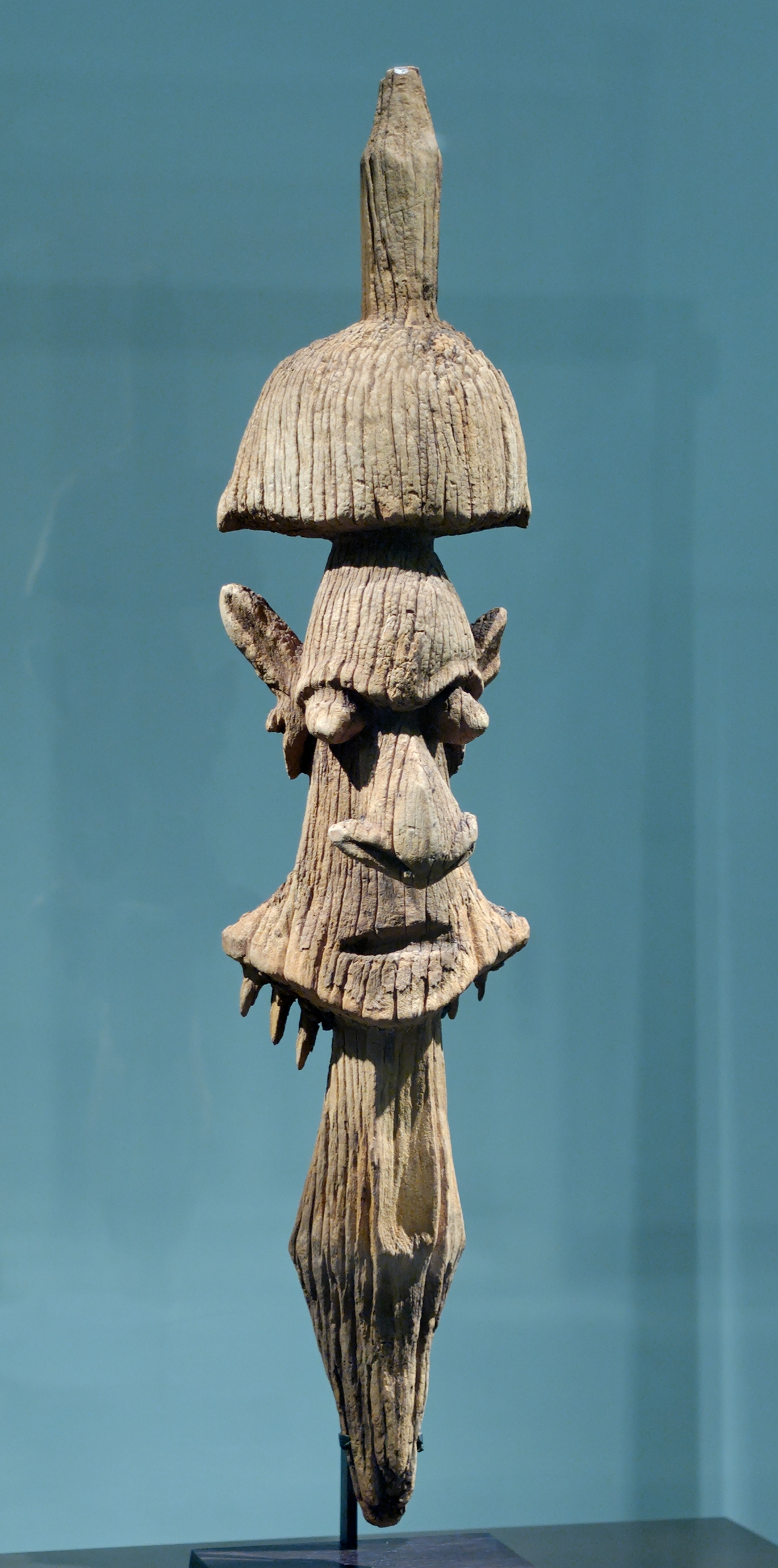
Fletxa de la cresta de Kanak, XVIII XVIII segle, bois de houp, Louvre.

### Emblemes culturals i identitaris
- Téâ Kanaké, llegendari primer home d'un mite en llengua paicî popularitzat per Jean-Marie Tjibaou durant el festival Melanèsia 2000.
- L'agulla de la carena, un element important de l'arquitectura tradicional kanak (adorna la part superior de les barraques), que representa el "germà gran", és a dir, el cap del clan, o, a les Illes Lleialtat, el gran cap del districte. Es troba al logotip del festival Melanèsia 2000, a la bandera Kanaky i als pavellons de les Províncies del Nord i de les Illes Lleialtat (les dues úniques amb majoria independentista) des de 1989. És un dels tres elements que componen (juntament amb el pi columnar i el nàutils) l'emblema de Nova Caledònia i el logotip del govern local.
- El Mwâ kâ, un gran tòtem simbòlic creat el 2003 per commemorar el 150 aniversari de l'adhesió a França (24 setembre 1853) i representar les vuit zones consuetudinàries de Nova Caledònia i el destí comú compartit amb les altres comunitats de l'arxipèlag. Col·locat inicialment al pati de l'Hôtel de la Province Sud, es va traslladar el 24 davant del Museu de Nova Caledònia i del mercat de Port Moselle a Nouméa. Aquest lloc s'ha convertit en un lloc de trobada cada 24 de setembre, on s'hi reuneixen generalment líders i activistes independentistes, així com funcionaris locals de totes les orientacions polítiques.EL" Bandera de Kanaky ".

EL" Bandera de Kanaky ".

### Bandera
El mateix dia de la instal·lació de GPK1er Això segueix sent utilitzat com a emblema per tots els partidaris de la independència: generalment oneja al costat de la bandera francesa i la bandera municipal als municipis l'alcalde dels quals és independentista i s'ha convertit en un motiu freqüent en teixits i roba. No obstant això, és rebutjat per molts activistes no independentistes i més particularment per aquells de comunitats no melanesianes.
El 13, el Congrés de Nova Caledònia va emetre el "desitjar que la bandera de la qual s'adjunta la descripció i la bandera nacional onessin, conjuntament, a Nova Caledònia». Aquest desig no té força legal vinculant, cada comunitat queda lliure d'aplicar-lo o no. Des d'aleshores, aquesta decisió ha dividit fortament la classe política de Nova Caledònia, tant dins dels separatistes (la Palika i la LKS crítiques amb el mètode utilitzat) com dels partits no independentistes (els partits Caledonia ensemble, Union pour un caledonian destiny UDC, Rally for Caledonia RPC i Movement of Diversity LMD, que representen 15 dels 31 electes antiindependentistes al Congrés des del 2011, s'hi oposen, igual que la secció local de l'FN).